# Deutschordensschloss Dinkelsbühl

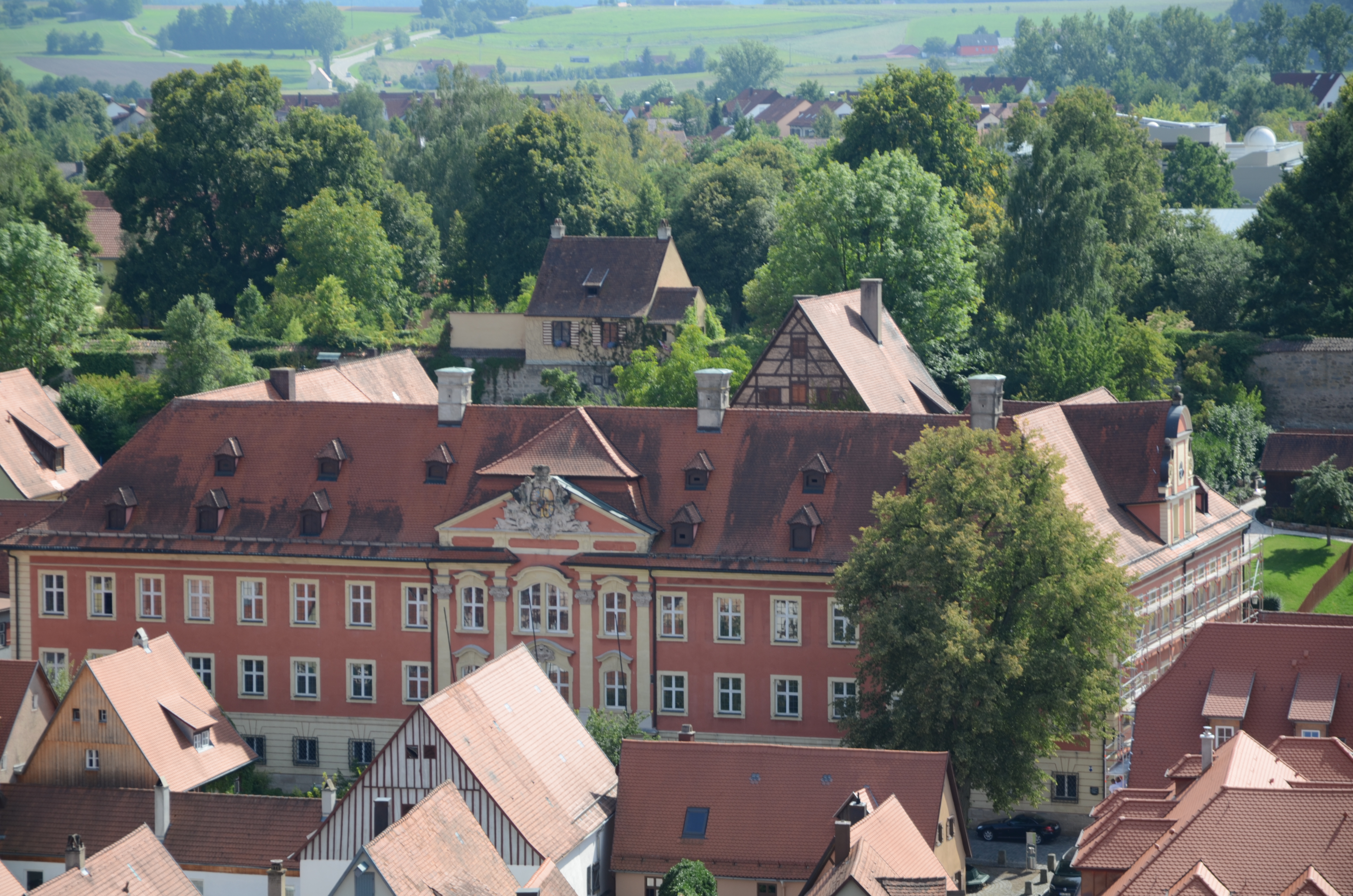
Das Deutschordensschloss in Dinkelsbühl

Das Deutschordensschloss Dinkelsbühl ist ein Schlossbau des Deutschen Ordens im Südwesten der Altstadt von Dinkelsbühl im mittelfränkischen Landkreis Ansbach in Bayern.
Das Schloss ist unter dem Aktenzeichen D-5-71-136-171 als Baudenkmal in die Bayerische Denkmalliste eingetragen.

## Geschichte
Im Jahr 1317 wird erstmals ein Vogt des Deutschen Ordens in Dinkelsbühl erwähnt. Dieser saß ab ca. 1350 in einem Gebäude in der Rothenburger Vorstadt. 1390 erwarb der Landkomtur der Ballei Franken des Deutschen Ordens einen Grundstückskomplex an der heutigen Stelle in der Segringer Vorstadt und erbaute dort den neuen Sitz. Aus dem Verwaltungssitz wurde später ein Obervogteiamt der Ballei Franken. 1709 wurde das baufällige spätmittelalterliche Gebäude abgerissen und durch das heutige Schloss ersetzt. Dieses wurde nach Plänen des fürstlich Öttingenschen Baurates Wilhelm Heinrich Behringer errichtet. Zunächst entstand der Nordflügel, die übrigen Teile des Vorgängerbaus blieben zunächst bestehen. Erst von 1761 bis 1764 wurden durch den Ellinger Ordensbaumeister Matthias Binder die anderen drei Flügel hinzugefügt. In den Nordflügel wurde 1760/61 eine neue Kapelle eingebaut.

## Beschreibung
Das Aussehen der spätmittelalterlichen Anlage ist unbekannt. Das heutige Schloss besteht aus einer Vierflügelanlage mit Innenhof, die mit Ausnahme des nur einstöckigen Westflügels drei Geschosse aufweist. Der Hauptflügel im Osten besitzt außen und auf der Hofseite jeweils einen repräsentativ gestalteten Mittelrisalit mit Pavillondach und Eingangsportal. Nord- und Südflügel sind einfacher gestaltet; der ältere Nordflügel besitzt ein Zwerchhaus und auf der Hofseite ein Portal mit Freitreppe. Im Dachgeschoss liegt unter dem Zwerchhaus die Hauskapelle. Der Westflügel besitzt nur ein einziges, vorkragendes Obergeschoss.